# Лазарь (Швец)
Митрополи́т Ла́зарь (в миру Ростисла́в Фили́ппович Шве́ц; род. 22 апреля 1939, Комарин, Волынское воеводство) — архиерей Русской православной церкви на покое; бывший митрополит Симферопольский и Крымский, глава Крымской митрополии. Бывший ректор Таврической духовной семинарии.

## Биография
В возрасте 15-ти лет поступил послушником в Свято-Духовский скит Почаевской лавры, затем два года нёс послушание в Успенском Жировицком монастыре.
В 1957 году поступил в Минскую духовную семинарию.
В 1958—1961 годы служил в Вооружённых силах СССР.
В 1964 году окончил Одесскую духовную семинарию, а в 1968 году — Ленинградскую духовную академию, со степенью кандидата богословия.
В 1968—1971 годах занимался в аспирантуре при Московской духовной академии, нёс послушания в Отделе Внешних Церковных Сношений. После окончания аспирантуры был референтом в филиале ОВЦС в Киеве.
5 марта 1971 года был рукоположён во диакона, 12 марта — во иерея, служил в Покровском женском монастыре и во Владимирском кафедральном соборе Киева.
25 июля 1975 года был назначен в клир Аргентинской епархии, где исполнял послушание секретаря архиепископа Аргентинского и Южноамериканского Платона (Удовенко).
В 1978 году был возведён в сан протоиерея.
1 апреля 1980 года в Почаевской лавре пострижен в монашество, 7 апреля возведён в сан архимандрита.

### Епископ Аргентинский и Южноамериканский
18 апреля 1980 года в Киеве хиротонисан во епископа Аргентинского и Южноамериканского, назначен патриаршим экзархом в Центральной и Южной Америке.
За время пребывания на Аргентинской кафедре объединил вокруг приходов православных соотечественников, создал из них архиерейский хор. Занимался постройкой храмов. В собственность Русской православной церкви был приобретён земельный участок в богатом районе Буэнос-Айреса. За счёт этого участка построил небольшое пятиэтажное здание епархии, где в настоящее время она располагается. В честь 1000-летия Крещения Руси в 1988 году добился переименования площади Чаркес в площадь Святого князя Владимира, там установлен и памятник этому святому.
В Бразилии был открыт храм Святой Троицы. В провинции Лянус приобретён участок, на котором выстроен храм в честь Всех святых в земле Российской просиявших, а улица Кирно-Коста переименована во Владимирскую. В Санта Роса приобретён епархиальный дом.
В Чили в годы президентства Аугусто Пиночета, когда было запрещено храмостроительство, был построен церковный зал, который впоследствии был переоборудован в храм Святого апостола Иоанна Богослова.
20 июня 1985 года возведён в сан архиепископа.
С 26 июня по 4 октября 1985 года временно управлял Ивано-Франковской епархией.

### Епископ Тернопольский и Кременецкий
10 апреля 1989 года назначен архиепископом Тернопольским и Кременецким. Здесь был открыт Свято-Духовский скит Почаевской Лавры, а также возвращён Православной Церкви и открыт Свято-Богоявленский женский монастырь. В городе Кременец возвращено здание музея Почаевской Лавре, где сейчас располагается Почаевская духовная семинария.
В 1990 году баллотировался в Верховную Раду Украины в Збаражском избирательном округе (Тернопольская область), заняв в итоге 2-е место с 38,3 % голосов; уступил литератору Дмитрию Павлычко.

### Архиепископ Одесский и Херсонский
11 февраля 1991 года был назначен архиепископом Одесским и Херсонским.
В это время был открыт Борисовский женский монастырь, в котором в застойные годы располагался лечебно-трудовой профилакторий. Возвращено здание храма святого великомученика и целителя Пантелеимона, где раньше располагалась Одесская духовная семинария, и другие храмы и здания.
Принял участие в Архиерейском соборе в Харькове 26—27 мая 1992 года; при выборах нового предстоятеля Украинской православной церкви в первом туре получил два голоса.
Активно поддерживал идею автокефалии Украинской православной церкви, что вызвало резкое недовольство среди духовенства и верующих его епархии. Ситуация обострилась в 1992 году. Необходимость предоставления Украинской православной церкви автокефального статуса он обосновывал надеждой на то, что в таком случае раскольники вернутся в лоно канонической Церкви. Из Одесской епархии в адрес патриарха было направлено обращение с просьбой принять епархию в непосредственное патриаршее управление: «Для того чтобы сломить нашу непоколебимую позицию, он вызвал на территорию монастыря и семинарии вооружённый отряд ОМОНа. Мы оценили это как вмешательство государства в церковные дела. Не добившись своего, Лазарь приказал… закрыть учебное заведение. Возмущённые бесчинством монахи и студенты выгнали тирана, перед ним закрылись ворота храмов», — говорил в интервью журналистам архимандрит Тихон (Бондаренко), ректор Одесской духовной семинарии.

### Митрополит Симферопольский и Крымский
27 июля 1992 года — назначен архиепископом Симферопольским и Крымским. 25 ноября 2000 года возведён в сан митрополита.
Прославлены новомученики крымские во главе со священномучеником Порфирием. В 2008 году причислен к лику святых святитель Гурий (Карпов), архиепископ Таврический. В 2000 году Юбилейным Освященным Архиерейским собором Русской православной церкви архиепископ Лука (Войно-Ясенецкий), а также сонм крымских святых был внесён в Собор новомучеников и исповедников Российских для общецерковного почитания. В честь святителя в Симферополе установлен памятник и переименован сквер.
Во время очередной атеистической волны в 1960—1962 годах в Крыму были закрыты около 50 православных приходов. На протяжении почти 20 лет на полуострове действовало только 14 православных храмов. На момент назначения владыки Лазаря на Крымскую кафедру (июль 1992 года) на полуострове, включая Севастополь, было всего лишь 48 православных зарегистрированных общин, из которых только 30 были действующими. В епархии не было ни одного монастыря. Само епархиальное управление ютилось в двух маленьких комнатках при Свято-Троицком соборе в Симферополе. За два предыдущих года до приезда владыки Лазаря в Крым сменились три правящих архиерея. Он начал воссоздавать епархиальные учреждения, возрождать бывшие храмы и монастыри, открывать новые приходы. При этом находил эффективные формы взаимодействия и сотрудничества с органами исполнительной власти, органами местного самоуправления и широкой общественностью, что позволило укрепить материальную базу епархии, создать сеть православных общин во всех районах полуострова. За 20-летний период его правления Симферопольской и Крымской епархией число зарегистрированных приходов возросло почти в 12 раз (с 48 до 564, с учётом 130 приходов, вошедших в 2009 году в состав Джанкойской и Роздольненской епархии).
Симферопольской епархии удалось добиться возвращения более чем 90 % бывших церковных зданий и сооружений, которые были национализированы в годы советской власти, среди них комплекс бывшей Таврической духовной семинарии, древнейший храм Восточной Европы в честь Иоанна Предтечи в Керчи, Владимирский собор в Севастополе, построенный к 900-летию Крещения Руси и множество других храмов, монастырских комплексов и молитвенных домов — всего свыше 80 таких объектов.
Возрождена монастырская жизнь в девяти обителях, идёт процесс становления ещё в четырёх средневековых пещерных монастырях, прекративших свою деятельность в конце XV века. Построено 30 новых храмов и храмов-часовен, в том числе и на территории нынешней Джанкойской епархии, как например, в городах Армянске и Джанкое, посёлке Раздольном и др. Благодаря возобновлению работы Таврической духовной семинарии епархия теперь способна в полном объёме решать кадровые вопросы по обеспечению приходов священнослужителями.
По инициативе архиепископа Лазаря в Крымской автономии впервые на Украине в 1992 году был создан Межконфессиональный совет Крыма «Мир — дар Божий». В его состав вошли представители восьми конфессий, которые имели более чем столетнюю историю деятельности в Крыму. Возглавляемый митрополитом Лазарем Межконфессиональный совет объединил усилия религиозных организаций по координации межконфессионального диалога как в Крыму, так и на Украине в целом, участию в разработке предложений к проектам законодательных и других нормативных актов по вопросам государственно-религиозных отношений, осуществлению коллективных мероприятий благотворительного характера. Как епископ УПЦ МП, часто оказывался в центре этнополитических конфликтов в Крыму.
В 2007 году был обвинён «Союзом русских православных верующих Крыма» в притеснениях этнически русских священников и замене их выходцами из Западной Украины: «За 16 лет пребывания митрополита Лазаря в Крыму из Симферопольской и Крымской епархии выехали почти все русские священники, имеющие образование Московской и Ленинградской духовных академий и семинарий». Подвергался критике за неправильную межконфессиональную политику в Крыму, в частности, по отношению к мусульманам; по мнению Андрея Кураева, в Крыму отсутствует мудрая межконфессиональная политика.
В 2001 году был восстановлен Владимирский Херсонесский собор, тогда же митрополит Киевский и всея Украины Владимир в сослужении митрополита Лазаря и в присутствии президента Украины Леонида Кучмы и президента России Владимира Путина установил здесь купольный крест, а в 2002 году в присутствии президента Украины освятил соборный колокол. 3 апреля 2004 году освящён главный алтарь собора.
С 2003 года по настоящее время ведётся восстановление Александро-Невского кафедрального собора в Симферополе.
В 2008 году из Симферопольской и Крымской епархии были выделены семь районов в северной части Крымского полуострова, которые вошли в состав новообразованной самостоятельной Джанкойской епархии, а в декабре 2012 года ещё два района были выделены в Феодосийскую и Керченскую епархию. Наименование Симферопольской и Крымской епархии осталось прежним.
8 мая 2012 года назначен постоянным членом Священного синода Украинской православной церкви.
7 июня 2022 года на заседании Священного синода Русской православной церкви Симферопольская епархия была принята в непосредственное каноническое и административное подчинение Патриарху Московскому и всея Руси и Священному Синоду Русской Православной Церкви и была создана Крымская митрополия — главой которой назначили митрополита Лазаря.
24 января 2023 года, на фоне вторжения России на Украину, попал в санкционный список Украины с блокировкой активов, ограничением торговых операций, блокированием вывода капиталов за пределы страны и лишением государственных наград Украины.
В связи с невозможностью участвовать в заседаниях Священного синода Украинской православной церкви, выведен из состава его постоянных членов 20 марта 2023 года
11 октября 2023 года решением Священного синода РПЦ почислен на покой с «выражением благодарности за понесённые в течение 43-х лет архипастырские труды».

## Публикации
- Православные священники из Чехословакии — гости Украинского Экзархата // Журнал Московской Патриархии. 1971. — № 11. — С. 29-31.
- Из жизни епархий: Аргентинская епархия // Журнал Московской Патриархии. 1977. — № 3. — С. 19-20.
- Из жизни епархий: Аргентинская епархия // Журнал Московской Патриархии. 1977. — № 4. — С. 21-22
- Из жизни епархий: Аргентинская епархия // Журнал Московской Патриархии. 1978. — № 4. — С. 17-18.
- Из жизни епархий: Аргентинская епархия // Журнал Московской Патриархии. 1979. — № 6. — С. 15-16.
- Вечная память почившим [Герасимчук Ф., протоиерей, Буэнос-Айрес] // Журнал Московской Патриархии. 1979. — № 10. — С. 30.

## Награды
Церковные
- орден святого преподобного Серафима Саровского II степени (24 февраля 2006)[12]
- орден святого преподобного Серафима Саровского I степени (2014)[13]
- орден святого преподобного Сергия Радонежского III степени
- орден святого преподобного Сергия Радонежского II степени
- орден святого князя Владимира II степени (1989)
- Знак отличия Предстоятеля Украинской православной церкви (2014)[13]
- орден преподобного Антония и Феодосия Киево-Печерских
- орден «Рождество Христово — 2000» I степени;
- право ношения второй панагии (2012)[14];
- в июле 2012 года по случаю 20-летия пребывания на Крымской кафедре награждён Предстоятелем УПЦ митрополитом Киевским и всея Украины Владимиром орденом Святителя Луки Крымского;
- орден Святителя и Чудотворца Шанхайского и Санкт-Францисского Иоанна II степени (12 июля 2016, Сан-Францисская и Западно-Американская епархия Русской православной церкви заграницей)[15];
- медаль святой великомученицы Анастасии Узорешительницы I степени (15 апреля 2018, Синодальный отдел по тюремному служению)[16]
- Орден Святого благоверного великого князя Александра Невского I степени (2022) [17]

Государственные
- Орден князя Ярослава Мудрого IV степени (22 января 2013) — за значительный личный вклад в социально-экономическое, научно-техническое, культурно-образовательное развитие Украинского государства, весомые трудовые достижения, многолетний добросовестный труд[18];
- Орден князя Ярослава Мудрого V степени (21 апреля 2009) — за многолетнюю плодотворную духовно-просветительскую деятельность, весомый личный вклад в сохранение и укрепление межконфессионального мира, утверждение идеалов духовности и милосердия[19];
- Орден «За заслуги» трёх степеней:
  - I степени (15 июля 2002) — за весомый личный вклад в возрождение духовности, утверждение в обществе основ христианской морали, активную благотворительную деятельность[20];
  - II степени (2000);
  - III степени (26 января 1998) — за весомый личный вклад в возрождение духовности, утверждение в обществе основ христианской морали, активную миротворческую деятельность[21];
- Орден Дружбы (23 апреля 2009, Россия) — за большой вклад в развитие российско-украинского сотрудничества[22];
- Орден Дружбы народов (3 июня 1988) — за активную миротворческую деятельность и в связи с 1000-летием крещения Руси[23]
- Орден в честь 10-летия создания Государственного департамента Украины по вопросам исполнения наказаний (2008)[24];
- в ноябре 2012 года за активную работу по духовному возрождению крымчан, укрепление мира и согласия на полуострове награждён почётным знаком отличия и грамотой Представительства Президента Украины в АР Крым, а также благодарностью Совета министров АР Крым и Министерства культуры АР Крым;
- Почётный гражданин Симферополя (2009) — за многолетнюю плодотворную духовно-просветительскую деятельность, направленную на сохранение и укрепление межконфессионального мира, воспитание граждан в духе высоких моральных идеалов и общечеловеческих ценностей[25];
- орден в честь 10-летия создания Государственного департамента Украины по вопросам исполнения наказаний (Украина);
- за особые заслуги перед украинским народом награждён Почётной грамотой Верховной рады Украины (2004);
- правительством Аргентины награждён медалью «Сан-Мартино»;
- награждён грамотой посольства СССР в Аргентине;
- Премия Автономной Республики Крым за 2000 год[26];
- Почётный крымчанин (2009)[27]
- Почётный знак «За верность долгу» (3 июля 2012, Автономная Республика Крым, Украина) — за выдающиеся личные заслуги в возрождении духовности, сохранении межконфессионального мира, активную благотворительность, гуманистическую и общественную деятельность и в связи с 20-летием пребывания на Симферопольской и Крымской кафедре [28]
- Медаль Республики Крым «За доблестный труд» (2015)[29]
- знак отличия Государственного Совета Республики Крым «За милосердие, благотворительность и попечительскую деятельность» (2021)[30]
- Орден «За верность долгу» (18 апреля 2024) — за безупречное исполнение служебных обязанностей и в связи с 85-летием со дня рождения[31]